# Студенческие каникулы (фильм)
«Студенческие каникулы» (англ. Fraternity Vacation) — американский комедийный фильм 1985 года режиссёра Джеймса Фроули.

## Сюжет
У скромного первокурсника юридического колледжа Уэнделла никак не складываются отношения с девушками. В связи с этим папа Уэнделла решает профинансировать поездку сына и его двух друзей Мамочки и Джо на курорт. Им предстоит помочь главному герою, тем более, что есть ради чего стараться. В Палм-Спрингс товарищи встречают конкурирующую компанию студентов и неожиданно заключают пари: первый, кому удастся соблазнить красивую, но совершенно неприступную Эшли, получит 1000 долларов.

## В ролях
- Стивен Джеффрис — Уэнделл Тведт
- Шири Уилсон — Эшли Тейлор
- Кэмерон Дай — Джо Гиллеспи
- Ли Макклоски — Чарльз «Чез» Лоулор III
- Тим Роббинс — Ларри «Мамочка» Такер
- Мэтт Маккой — Джей Си Спрингер
- Аманда Бирз — Николь Феррат
- Джон Вернон — шеф Феррат
- Нита Талбот — миссис Феррат
- Барбара Крэмптон — Крисси
- Кэтлин Кинмонт — Мэрианн
- Макс Райт — Миллард Тведт
- Джули Пэйн — Наоми Тведт
- Френклин Эджайя — Гарри